# Vladímir Bystrov
Vladímir Vitálievich Bystrov (en ruso: Влади́мир Вита́льевич Быстро́в; Luga, Unión Soviética, actual Rusia, 31 de enero de 1984) es un exfutbolista ruso. Jugaba de centrocampista.

## Biografía
Bystrov, centrocampista que actúa por la banda derecha, empezó su carrera futbolística en las categorías inferiores del Zenit de San Petersburgo, hasta que en 2001 debutó con la primera plantilla del club, aunque no disfrutó de oportunidades, solo jugó un partido de liga. En las siguientes temporadas, poco a poco, se fue haciendo un hueco en el once titular. 

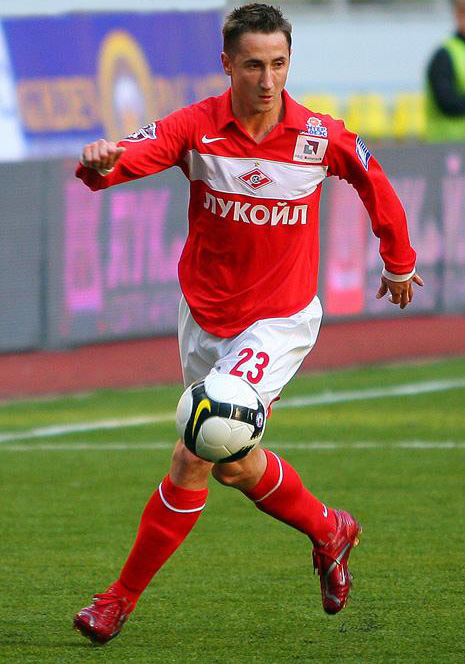
Bystrov con el Spartak.

En 2005 ficha por el Spartak de Moscú, que tuvo que realizar un desembolso económico de 4 millones de euros para poder hacerse con sus servicios. Nada más llegar al equipo se ganó la confianza del entrenador, quien le dio la oportunidad de disputar 15 encuentros de liga en su primer año. Al año siguiente ya entra con regularidad en las alineaciones iniciales (juega 24 partidos). Con este equipo consigue el subcampeonato liguero en tres ocasiones: 2005, 2006 y 2007. Debuta en la Liga de Campeones de la UEFA en 2006, donde jugó 6 partidos, y al año siguiente su equipo disputó el torneo hasta tercera ronda donde fue eliminado por el Celtic de Glasgow. En septiembre de 2007 sufrió una lesión de rodilla que le apartó de los terrenos de juego durante unos meses.
Actualmente juega en el FC Krasnodar.

## Selección nacional
Ha sido internacional con la selección de fútbol de Rusia en 47 ocasiones. Su debut como internacional se produjo en 2004. Su primer tanto con la camiseta nacional lo anotó en un partido frente a Macedonia (2-0).
Participó en la Eurocopa de Portugal de 2004, donde jugó unos minutos en el partido Rusia 0 - 2 Portugal.
Fue convocado para participar en la Eurocopa de Austria y Suiza de 2008. En ese torneo Rusia realizó un gran trabajo y llegó a semifinales. Bystrov jugó dos partidos saliendo como suplente, contra España y contra Suecia. 

## Clubes
| Club                         | País  | Año       |
| ---------------------------- | ----- | --------- |
| FC Zenit San Petersburgo     | Rusia | 2001-2005 |
| FC Spartak Moscú             | Rusia | 2005-2009 |
| FC Zenit San Petersburgo     | Rusia | 2009-2014 |
| FK Anzhí Majachkalá (cedido) | Rusia | 2014      |
| FC Krasnodar                 | Rusia | 2014-2017 |
| FC Tosno                     | Rusia | 2017-2018 |